# Albert Anker

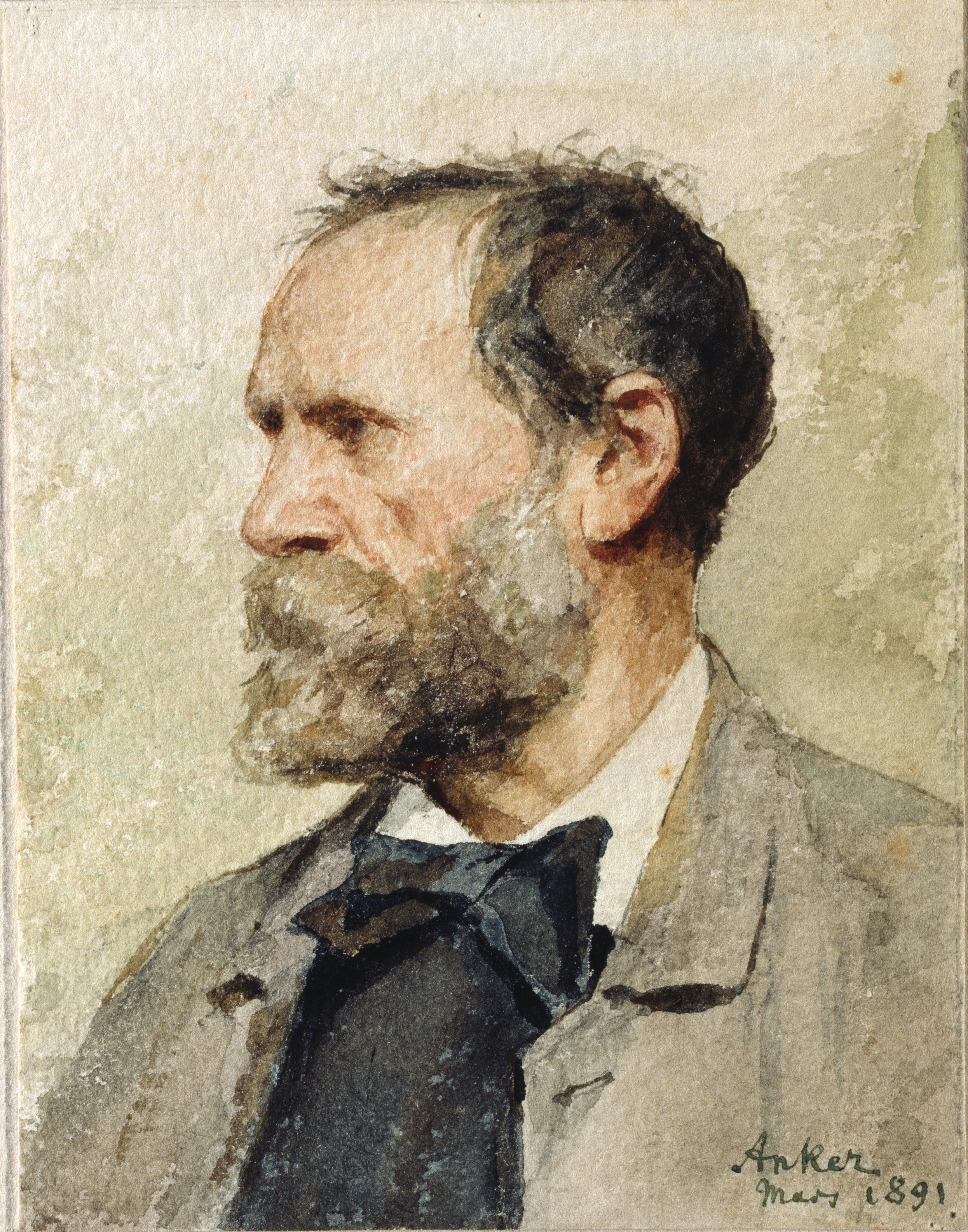
Zelfportret, naar links, 1891

Albert Samuel Anker (Ins, 1 april 1831 - aldaar, 16 juli 1910) was een Zwitsers kunstschilder, vooral bekend om zijn realistische stillevens en genrewerken.

## Leven en werk
Anker was de zoon van een dierenarts. Zijn moeder en zijn broer overleden toen hij zestien was. Een zus overleed vijf jaar later. Al op jonge leeftijd kreeg hij tekenlessen van een privé-leraar, maar uiteindelijk startte hij in 1851 een studie theologie. Na een reis naar Parijs, waar hij onder de indruk raakte van het werk van Eustache Le Sueur en Nicolas Poussin, verzocht hij eind 1853 zijn vader om zijn studie te mogen beëindigen om kunstschilder te worden. Toen deze toestemde trok hij opnieuw naar Parijs en trad in de leer bij zijn landgenoot Charles Gleyre, waar later ook Pierre-Auguste Renoir zou studeren. Ook bezocht hij de École nationale supérieure des beaux-arts. Van 1856 tot 1862 maakte hij studiereizen naar Bretagne, het Schwarzwald, Italië, Duitsland en België. Na de dood van zijn vader in 1860 nam hij het ouderlijk huis in Ins over en zou daar vaak in de zomers schilderen. In 1891 gaf hij zijn atelier in Parijs op om zich definitief te vestigen in zijn geboortedorp. 
Anker schilderde in een door de School van Barbizon beïnvloedde esthetisch-realistische stijl, soms met impressionistische tendensen. Met name in zijn stillevens geeft hij op een bijna analytische manier de oppervlakten en voorwerpen weer, in een poging de expressieve kracht van alledaagse onderwerpen over te brengen. Zonder kunstgrepen toe te passen verkent hij de eigenschappen van licht en materie, waarbij ook invloeden vanuit de zeventiende-eeuwse Hollandse meesters en Caravaggio te herkennen zijn. Een vergelijkbare werkwijze zien we terug in zijn portretten, vaak van jonge vrouwen. In zijn genrewerken richtte Anker zich vaak op het Zwitserse volksleven.
Van de 600 olieverfschilderijen die Anker produceerde, zijn er 250 die kinderen als onderwerp hebben. Deze schilderijen staan bekend als zijn 'kindertaferelen'. Wat menigeen daarin aanspreekt, is de uitbeelding van de kinderwereld in die tijd. Daarbij gaat het om 'echte kinderen'. Zijn kinderen poseren niet, maar gaan vaak volledig op in hun handeling. Albert Anker toont zich een kinderkenner bij uitstek. Hij zelf verloor twee kinderen op jonge leeftijd.
Anker exposeerde tussen 1859 en 1885 meerdere malen in de Parijse salon en was met diverse werken aanwezig op de Parijse wereldtentoonstelling van 1878. Eveneens in 1878 werd hij opgenomen in het Legion d'Honneur. Hij overleed in 1910, 79 jaar oud. In 2010-2011 werden in het Kunstmuseum Bern en het Museum Oskar Reinhart te Winterthur grote overzichtstentoonstellingen georganiseerd ter ere van zijn honderdste sterfdag.
Het huis waarin Albert Anker opgroeide en waarin hij sinds 1890 woonde en werkte, staat in het plaatsje Ins (in het West-Zwitserse district Seeland). Het huis en zijn atelier zijn te bezichtigen.

## Galerij

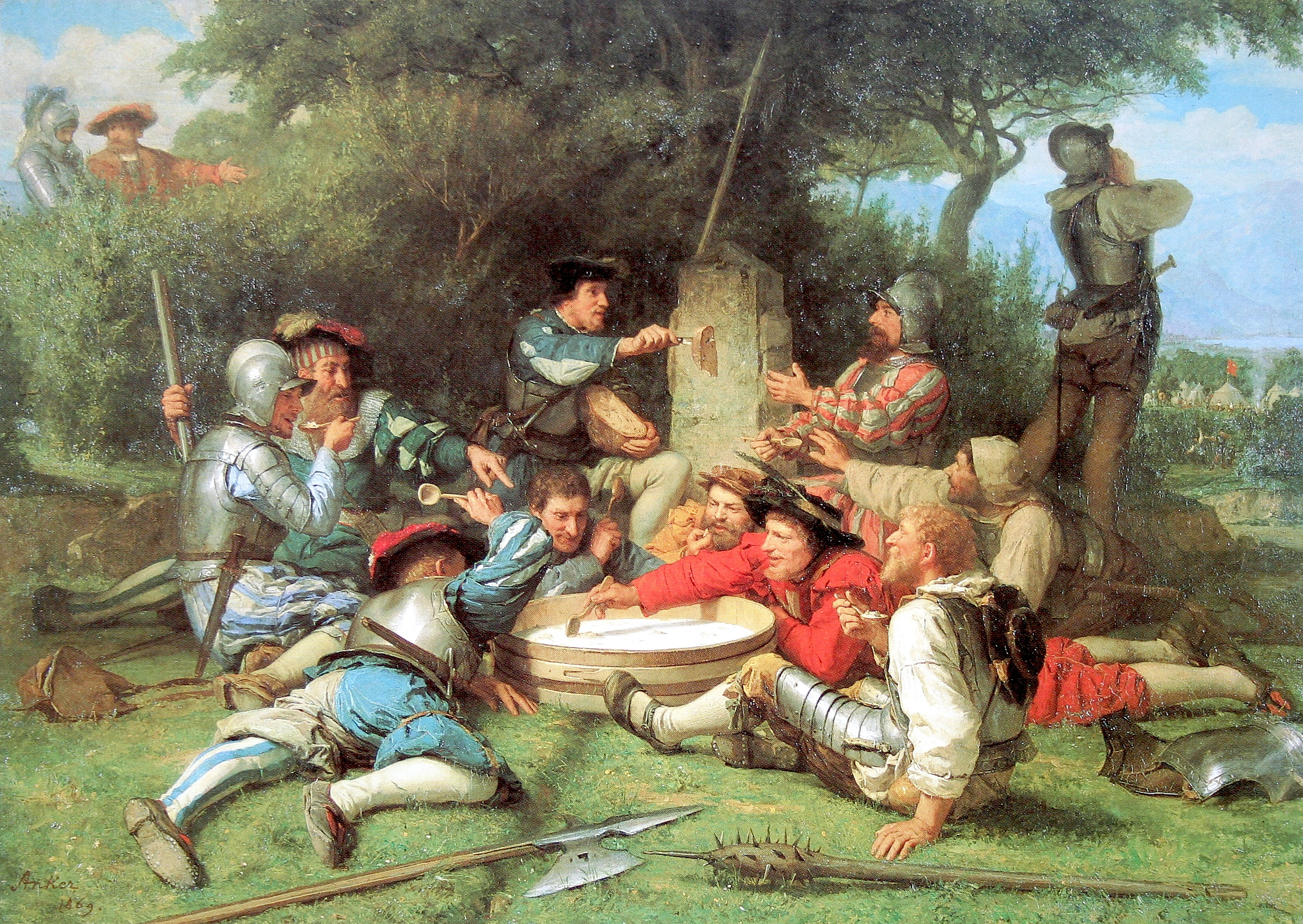
La soupe au lait de Kappel, naar het verhaal van de melksoep van Kappel.
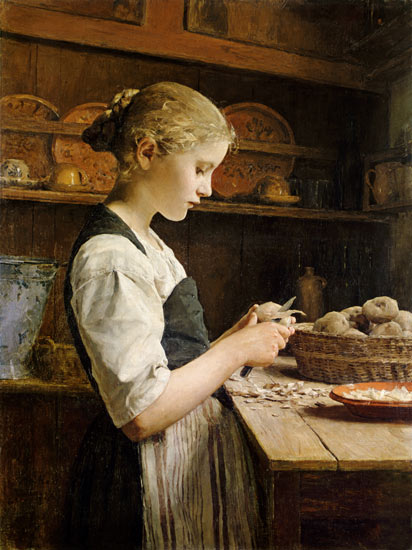
De kleine aardappelschilster
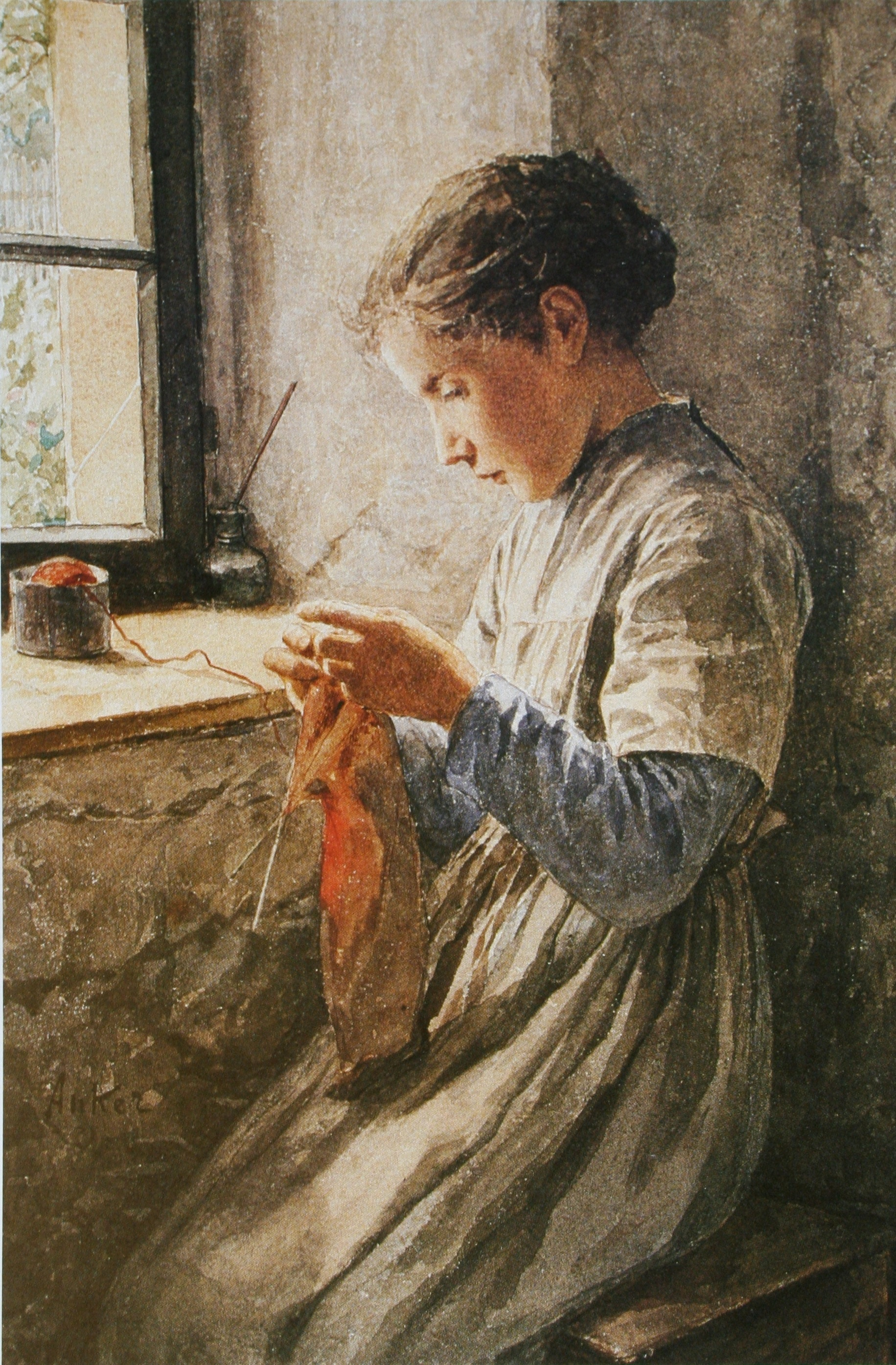
Meisje voor het venster
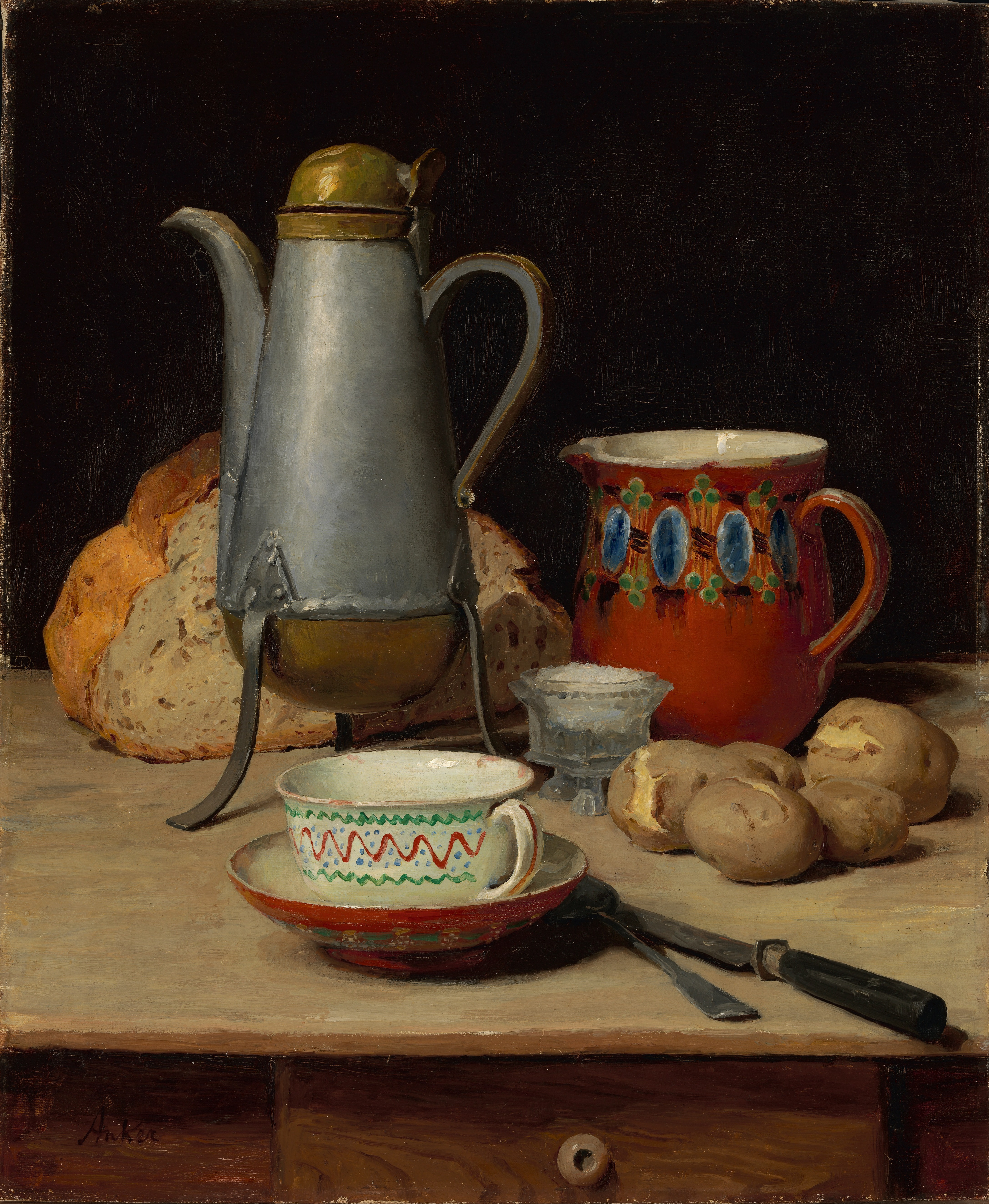
Stilleven, koffie en aardappelen
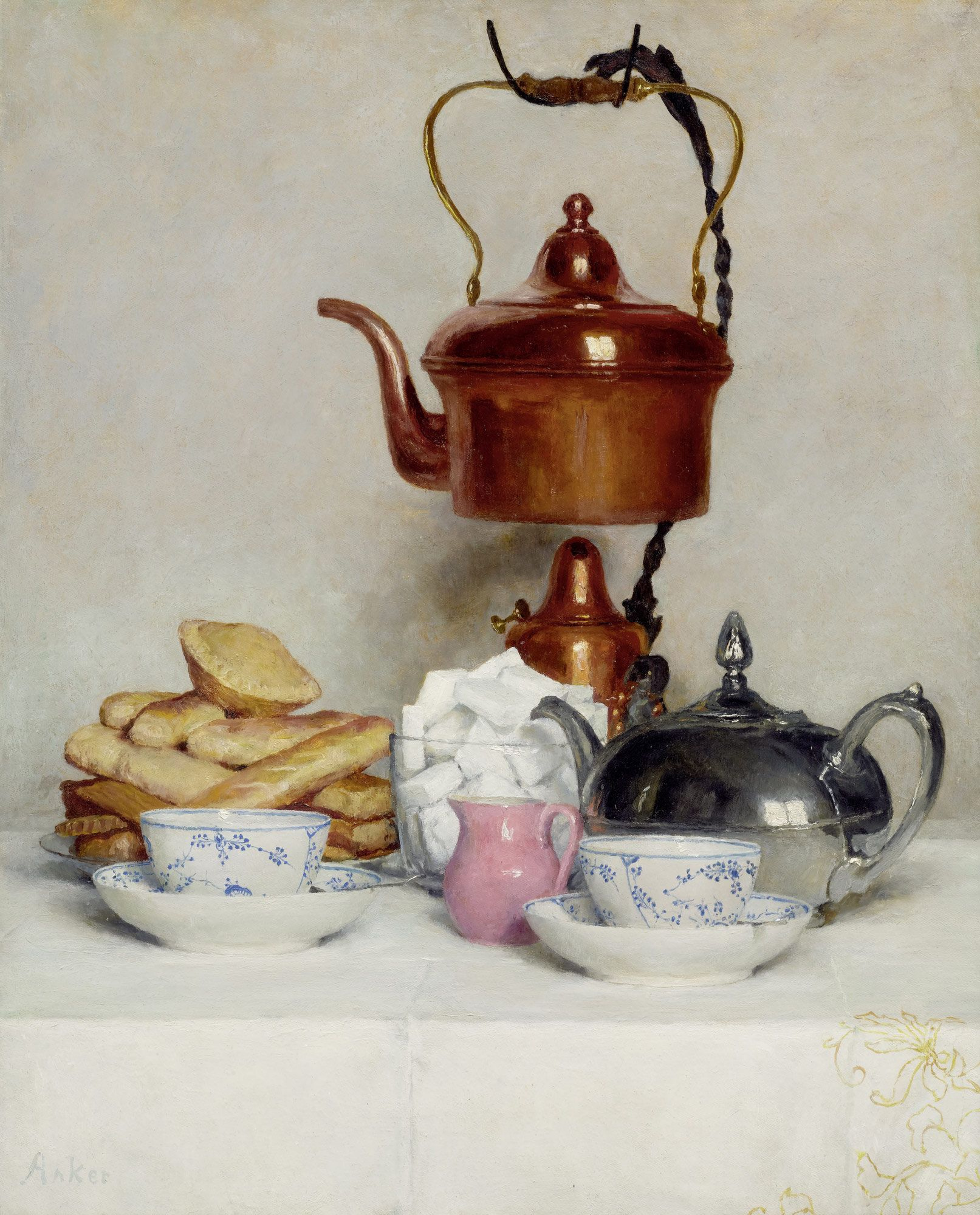
Stilleven, theeservies
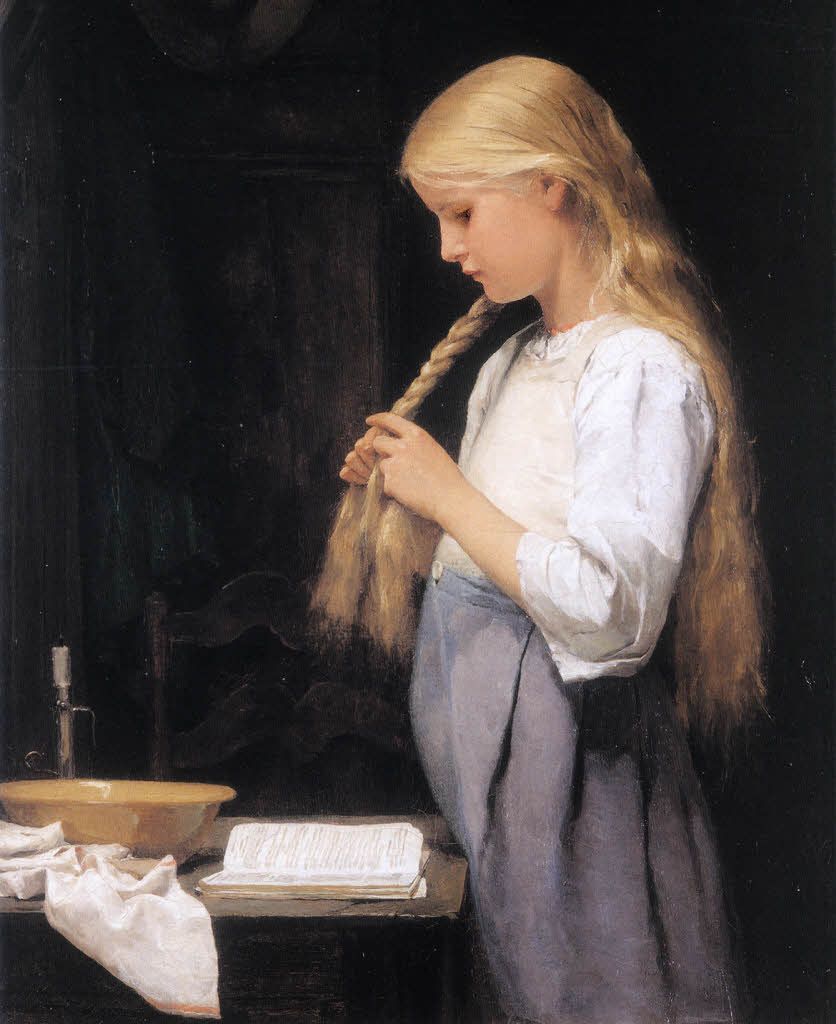
Meisje, de haren vlechtend
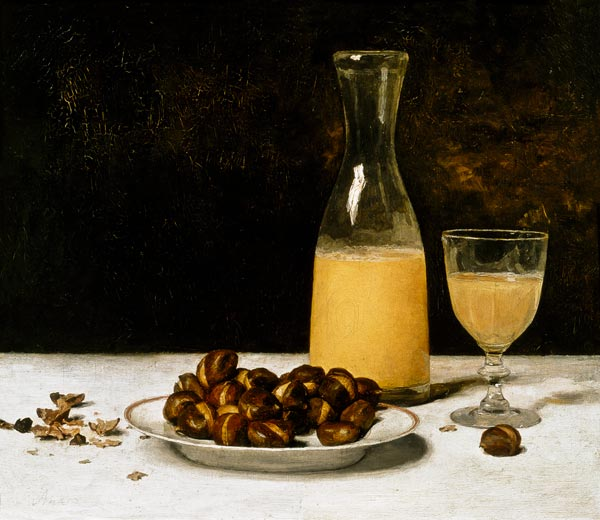
Stilleven met wijn en kastanjes
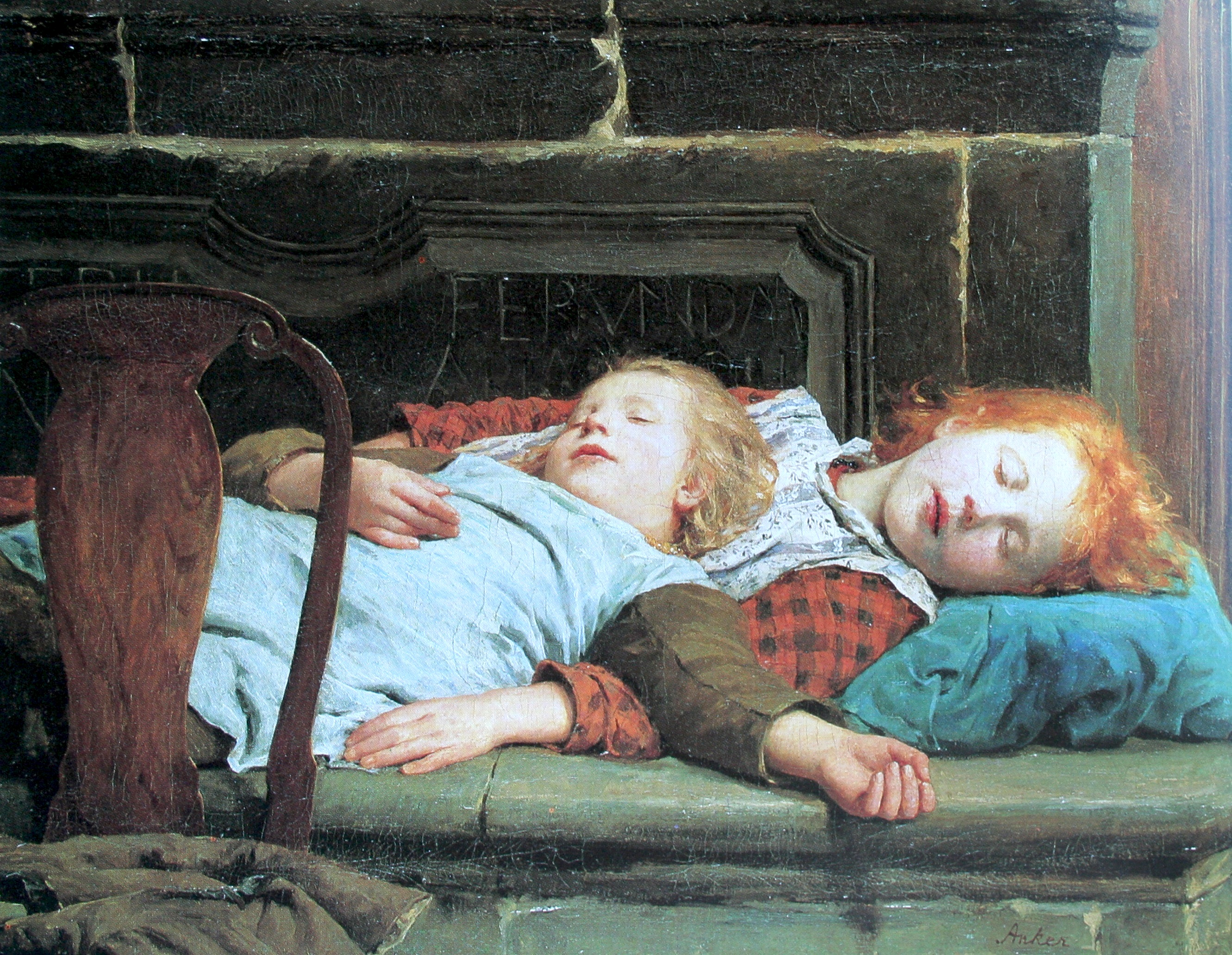
Twee slapende meisjes voor de oven
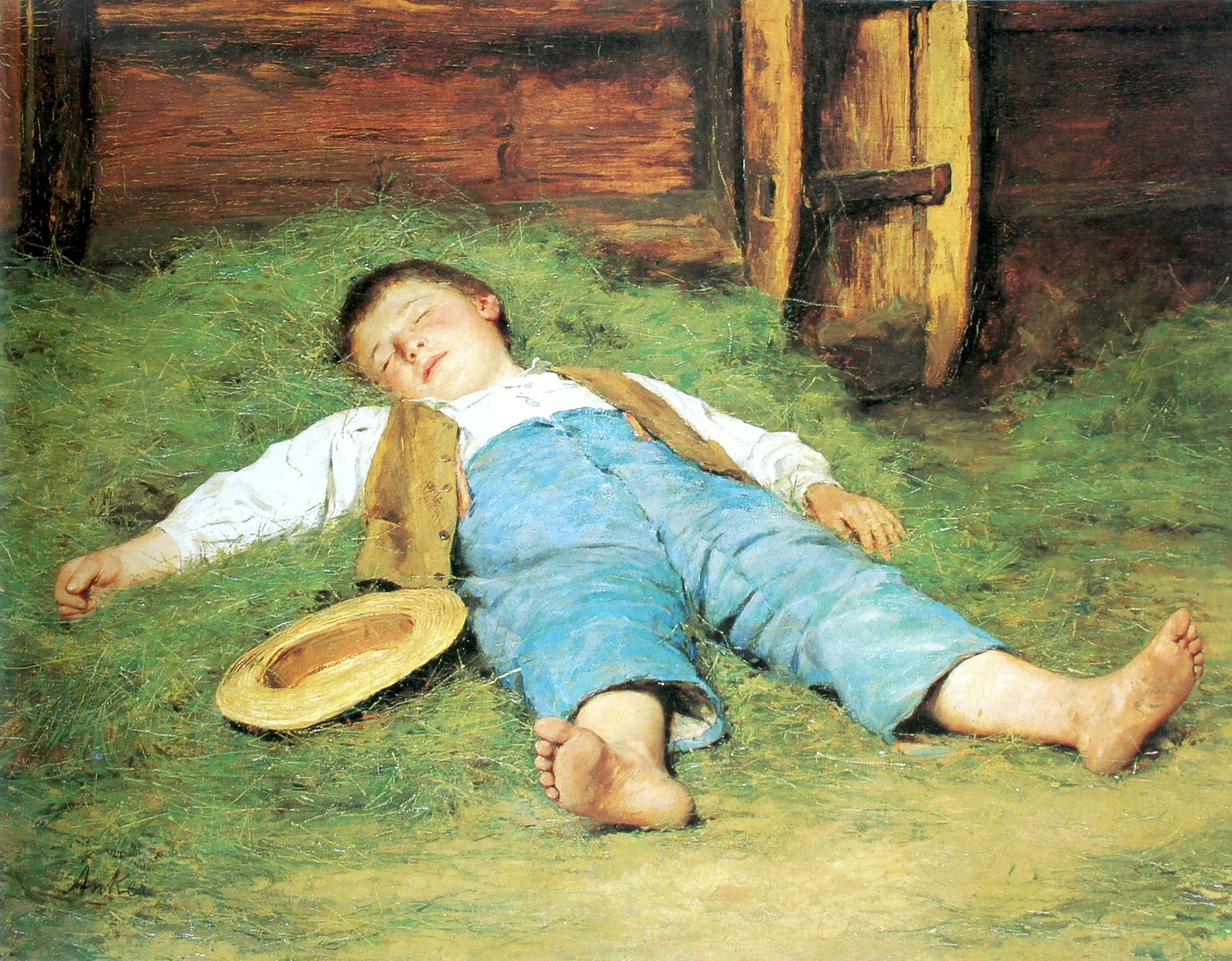
Slapend knaapje in het hooi
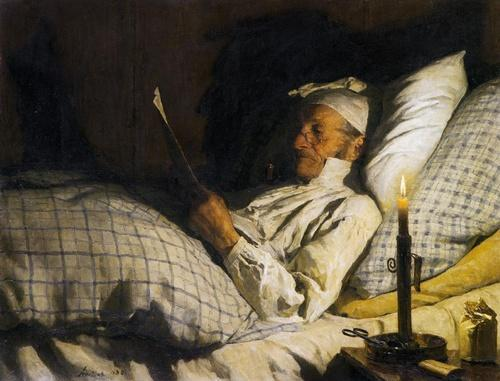
Boer in bed, lezend
Stilleven met koffie en cognac